# Золотистогрудый астрильд
Золотистогру́дый астри́льд (лат. Amandava subflava) — птица из рода амандавы (Amandava) семейства вьюрковых ткачиков (Estrildidae).

## Ареал
Распространены в Анголе, Бенине, Ботсване, Буркина-Фасо, Бурунди, Камеруне, Центральноафриканской республике, Чаде, Республике Конго, Демократической Республике Конго, Кот-д’Ивуаре, Эфиопии, Габоне, Гамбии, Гане, Гвинее, Гвинее-Бисау, Кении, Лесото, Либерии, Малави, Мали, Мозамбике, Намибии, Нигерии, Руанде, Сенегале, Сьерра-Леоне, Южной Африке, Судане, Танзании, Того, Уганде, Эсватини, Йемене, Замбии, Зимбабве. Странствуют в Мавритании. Вымерли в Кувейте. Золотогрудый астрильд имеет очень большую площадь распространения, поэтому не находится под угрозой вымирания. Численность популяции неизвестна.

## Размножение
В кладке бывает от 3 до 6 яиц, однако был зарегистрированы кладки до 9 яиц. Днём самка и самец насиживают по очереди, а ночью сидят вместе. Когда птенцы достигают возраста 3-х недель, они покидают гнездо, однако ещё несколько дней возвращаются на ночёвку.

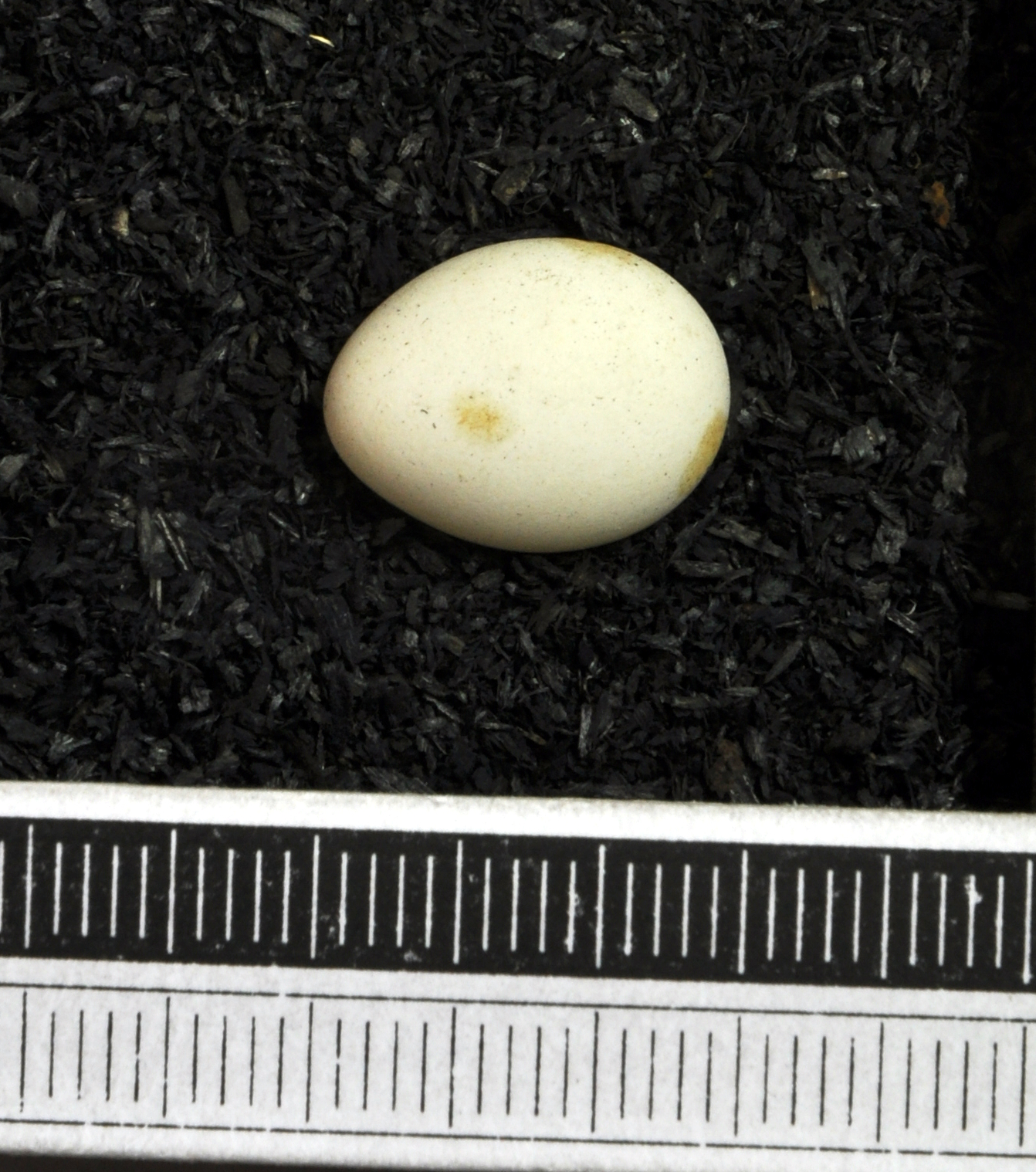
Яйцо золотистогрудового астрильда в музее Висбадена

## Содержание в неволе
Любители птиц золотистогрудых астрильдов удачно разводят как в клетках, так и в больших помещениях и в открытых вольерах. Популярность золотистогрудые астрильды получили не только за яркое и красивое оперение; они устойчивы против болезней, могут жить в неблагоприятных условиях, уживаются с другими видами птиц. В неволе нередко доживают до 10 лет. Кормить золотистогрудых астрильдов нужно семенами трав, просом, чумизой.